# Johann Friedrich Meckel
Johann Friedrich Meckel młodszy (ur. 17 października 1781 w Halle, zm. 31 października 1833 tamże) – niemiecki anatom. 

## Życiorys
Jego ojciec Philipp Friedrich Theodore Meckel (1756-1803) był profesorem anatomii i położnictwa chirurgicznego na Uniwersytecie w Halle, a jego dziadek Johann Friedrich Meckel także był profesorem anatomii. W 1802 roku ukończył studia medyczne na Uniwersytecie w Halle. W 1808 został mianowany profesorem zwyczajnym anatomii normalnej i patologicznej, chirurgii i położnictwa w Halle, zastępując Justusa Christiana von Lodera wykładał na uczelni do śmierci w 1833 roku.
Po zakończeniu studiów w Niemczech przez pewien czas przebywał w Paryżu, gdzie uczył się u Georges'a Cuviera. W 1810 roku zakończył tłumaczenie pięciotomowego dzieła Cuviera Leçons d’anatomie Comparée na niemiecki. Od 1826 do 1833 był redaktorem czasopisma "Archiv für Anatomie und Physiologie".

## Dorobek naukowy
Meckel wyznawał poglądy Jeana-Baptisty Lamarcka na ewolucję. Meckel był pionierem na polu teratologii. Razem z francuskim embriologiem Étienne'em Serresem uhonorowany jest w nazwie prawa Meckla-Serresa.
Ponadto, dwie struktury anatomiczne noszą do dziś jego nazwisko:
- uchyłek Meckela
- chrząstka Meckela.

Opisał też zespół wad wrodzonych, znany dziś jako zespół Meckela lub zespół Meckela-Grubera.

## Wybrane prace
- De cordis conditionibus abnormibus. Halle, 1802
- Abhandl. aus der menschlichen und cvergleichenden Anatomie und Physiologie. Halle, 1806
- Beyträge zur vergleichenden Anatomie. 2 tomy. Leipzig, C. H. Reclam, 1808-1811
- Versuch über den Bau des kleinen Gehirns in Menschen und Thieren. Deutsches Archiv für die Physiologie (1808)
- Handbuch der pathologischen Anatomie. 3 tomy. Leipzig, Carl Heinirich Reclam
- Diss. de ascidiarium structura. Halle, 1814.
- De duplicitate monstrosa commentarius. Halle-Berlin, 1815.
- Handbuch der menschlichen Anatomie. 4 tomy. Halle-Berlin, 1815-1820.
- Ueber den regelwidrigen Verlauf der Armpulsadern. Deutsches Archiv für die Physiologie 2, ss. 117-131 (1816)
- Tabulae anatomico-pathologicae modos omnes quibus partium corporis humani omnium forma externa atque interna a norma recedit exhibentes. 4 części. Leipzig, I. F. Gleditsch, 1817-1826
- System der vergleichenden Anatomie. Halle, Renger, 1821-1831
- Anatomisch-physiologische Beobachtungen und Untersuchungen. Halle, 1822.
- Descriptio monstrorum nonnullorum cum corollariis anatomico-physiologicis. Leipzig, 1826
- Ornithorynchi paradoxi descriptio anatomica. Leipzig, 1826